# Josef Nilsson
Josef Petrus Nilsson, född 19 mars 1876 i Nyköping, död 4 december 1930 i Stockholm, var en svensk politiker. Inom arbetarrörelsen gick han under öknamnet Gule Josef.

## Biografi
Nilsson genomgick folk- och aftonskola 1884–90, teknisk aftonskola i Stockholm 1892–94 och handelsskola 1908–09. Han var arbetare på Luth & Roséns, L.M. Ericssons och Separators verkstäder 1892–1902 och tog 1899 initiativ till organiserande av de icke-socialistiska arbetarna i Svenska arbetareförbundet, en så kallad gul fackförening. 
Nilsson utsågs 1902 till förbundets sekreterare och ledare och ägnade sig under de följande åren uteslutande åt nämnda organisation. På grund av sin stridbarhet mötte han stark motvilja, inte bara från socialdemokraterna, utan även inom liberala kretsar. Då han hösten 1905 ställde upp som liberal riksdagsmannakandidat medförde motståndet från liberalt håll att han besegrades av socialdemokraten Ernst Blomberg. 
Nilsson avgick 1908 från ledningen av Svenska arbetarförbundet och utgivarskapet av dess organ, "Arbetaretidningen". Han anställdes 1910 av  Allmänna valmansförbundet som expeditionsföreståndare och var 1911–19 avdelningssekreterare där. I Allmänna valmansförbundet blev han vice avdelningsförande 1919, ledamot av förbundsstyrelsen 1922 och var ledamot av Stockholms stadsfullmäktige från 1919. Han var revisor för Stockholms stads livsmedelsnämnd 1918–19, ledamot av tjänstenämnden från 1921, av utskänkningskommittén från 1922 samt av fastighetsnämnden och valkommittén från 1923. Han var direktör i AB Fastigheter från 1919.
Nilsson höll 1900–09 ett stort antal föredrag i arbetarfrågan och utgav Storstrejken 1909 och lärdomar af densamma (1909).